# Marion County (Oregon)
Marion County je okres amerického státu Oregon založený v roce 1843. Správním střediskem je město Salem. V okrese žilo 315 335 obyvatel (k roku 2010).